# 尊厳死
尊厳死（そんげんし、英語: death with dignity）とは、人間が人間としての尊厳 (dignity) を保って死に臨むことであり、インフォームド・コンセントのひとつとされる。安楽死や蘇生措置拒否 (DNR) と関連が深い。
尊厳死と安楽死（euthanasia）の区別は、国によって判断が様々である。例えば医師による自殺幇助（Physician-Assisted Suicide／PAS）は、米国では尊厳死に含まれるが、日本では安楽死に含まれるのが通常である。日本国内に限った場合でも定義が混乱しているケースがある。日本に絞って言えば、「尊厳死」は延命治療の停止（消極的安楽死）を指すとの見解が一般的である。
末期がん患者など治癒の見込みのない人々が、クオリティ・オブ・ライフ (quality of life, QOL) と尊厳を保ちつつ最期の時を過ごすための医療がターミナルケア（end-of-life care、終末期医療）である。QOLを保つための手段として、胃瘻の除去、苦痛から解放されるためにペインコントロール技術の積極的活用が挙げられる。無意味な延命行為の拒否 (DNR) については、実際に死を迎える段階では意識を失っている可能性が高いため、事前に延命行為の是非に関して宣言するリビング・ウィル (living will) が有効な手段とされる。
後述のように当人の意思さえあれば尊厳死が法制化されている国がある一方で、国民的な支持はあるものの日本では事前に本人による嘆願・希望で治療を止めたことで、親族などから殺人だと訴えられる可能性がある。日本では尊厳死を明示的に認める法律がなく、当事者本人が事前に自発的に希望している尊厳死・安楽死を法律で明示的に認めるべきとの声は多い。

## 各国の状況
イタリアでは2018年1月31日、尊厳死を認める法律が施行された。法制化の背景としては、交通事故の後遺症による苦痛をインターネット動画で訴えた末に、安楽死が認められているスイスで自ら死を選んだ男性ディスクジョッキー（DJ）らの活動が世論に影響したこと、イタリア社会に強い影響力を持つローマ教皇フランシスコが2017年11月に「尊厳死は道徳的に正当」と語ったことなどが挙げられる（ただしカトリック教会全体としては反対論も依然多い）。 
イタリアの団体「オープンポリス」の調査によると、ヨーロッパではこれ以前にイギリス、オーストリア、クロアチア、スペイン、ハンガリー、フィンランド、ポルトガル、ドイツ、フランスが尊厳死を認める法律や規定を持つ。医師による安楽死は、2001年に世界で初めて認めたオランダ、上記のスイスのほか、ベルギーとルクセンブルクが合法化している。
アメリカでは、患者本人の希望により人工呼吸器を取り外すことは、1970年代にインフォームド・コンセントとして確立している。アメリカやイギリスでは「患者が冷静かつ明確に望まない医療を拒否しているのであれば、それに従うのが医療倫理である」とされ、強制すれば医師は傷害罪に問われうる。周囲が裁判所に訴え出ても、それを裁判所が認めることはない。
韓国では、1997年に医師が家族の要請に基づいて、患者の人工呼吸器を外したため、殺人罪で起訴された事件をきっかけに、尊厳死に関する議論が起こり、2016年1月に尊厳死に関する法案が成立した。

### 日本の状況
- 日本ではリビング・ウィルの一種である、自身が昏睡状態になった時などに備えて治療の継続や中止などを記した事前指示書の導入に関するニュースに対して、一部の識者や団体が反発した。しかし、京都大学大学院文学研究科准教授の児玉聡は京都新聞や扱われた識者の主張へのファクトチェックにて虚偽や誤解を指摘した。事前指示書には二種類あり、今回誤解で騒がれたタイプ（事前に自身の尊厳死の可否を記す指示書）と、英米にある代理の意思決定者を自身で、もしもの時を想定して決めておく永続的委任状がある。なお、英米には両方の事前指示書に法的に拘束力があり、日本では法的な効力はないため医師が患者の書いていた事前指示書に従っても罪に問われる危険性がある[10]。

- 日本では2012年、超党派議員により「終末期の医療における患者の意思の尊重に関する法律案」（仮称）の作成作業が進められていた[11][1]。

- 2016年に『文藝春秋』2016年12月号で「安楽死で逝きたい」と宣言して大きく反響を呼んだ、90歳を超えた橋田壽賀子は「終活を考えるようになったのは“自分の意志で死なせてほしい”という思いである」と述べた。橋田は安楽死は患者の尊厳を守るもの、人助けなのだとする考えが普通になることを自身の願望として、「そういう世の中なら安心して生きていける」と語っている。本人が元気なうちに意思表示をしておいて、安らかに眠らせてもらえたら一番良いとして「医者が罪に問われない法制度」を日本へ導入を求めている[12]。橋田のエッセーは大きな反響を呼び、「『尊厳死』だけでなく『安楽死』についても議論すべきだ」という風潮が高まっていった[13]。

## 関連作品
- 高瀬舟
- 愛、アムール
- 海を飛ぶ夢
- ハッピーエンドの選び方
- ミリオンダラー・ベイビー
- 世界一キライなあなたに
- 大病人